# R. Scott Bakker
Richard Scott Bakker (2. veljače 1967.)  kanadski je pisac fantastike.

## Životopis
Bakker je završio studij književnosti na sveučilištu University of Western Ontario, a neko je vrijeme (skoro do samog kraja studija) studirao i filozofiju. U to se vrijeme intenzivnije bavio poviješću i izumrlim jezicima.
Naravno, uz ozbiljno studiranje, Bakker je igrao D&D i redovito bio dungeonmaster. Trudio se dobro pripremiti i stvarno predočiti avanturu svojim igračima te je tako došao na ideju da sam piše priče.
U intervjuima navodi da je ljubitelj Tolkiena, čija je trilogija također utjecala na njegov rad i stvarenje Eärwe. Osim fantastike, koja je Bakkerova prava ljubav, 2008. je godine izdao i techno - triler “Neuropath”.
Hrvatskoj je publici Bakker najpoznatiji kao autor fantastične trilogije “Princ Ničega“, koju je preveo Algoritam. 
Trilogija “Princ Ničega” izvorno je izdana između 2003. i 2006., a opisuje Sveti rat između dva kraljevstva i povratak legendarnog nihilističkog božanstva Ne-Boga.
U travnju 2009. godine počasni je gost SFeraKona.

## Djela

### Princ Ničega (trilogija)
- Trilogija "Princ Ničega" (The Prince of Nothing; trilogiju preveo Algoritam)
  - "Tama koja prethodi" (The Darkness That Comes Before 2003.)
  - "Ratnik-prorok" (The Warrior-Prophet 2004.)
  - "Tisućuslojna misao" (The Thousandfold Thought 2006.) (prijevod u pripremi)

### The Aspect-Emperor
- - "Prosudbeno oko" (“The Judging Eye” 2009.)
  - "Bijelo-sretni ratnik" (“The White-Luck Warrior” 2011.)
  - "Velika kušnja" (“The Great Ordeal” 2016.)
  - "Nečastivi savjet" (“The Unholy Consult” 2017.)

## Ostali romani
- "Neuropat (“Neuropath” 2008.)
- "Psećji učenik" (“The Disciple of the Dog” 2010.)

## Vanjske poveznice
- Forum o Bakkeru na www.sffworld.com  Arhivirana inačica izvorne stranice od 6. ožujka 2009. (Wayback Machine)
- Bakker je počasni gost SFeraKona 2009.  Arhivirana inačica izvorne stranice od 24. ožujka 2009. (Wayback Machine)
- Život i djelo: R. Scott Bakker  Arhivirana inačica izvorne stranice od 6. ožujka 2021. (Wayback Machine)

 Napomena: Ovaj tekst ili jedan njegov dio preuzet je s internetskih stranica SFere ili SFeraKona. Vidi dopusnicu za Wikipediju na hrvatskome jeziku.